# Automobiler i Fredensborg
Automobiler i Fredensborg er en dansk stum dokumentarisk optagelse fra 1907 optaget af Peter Elfelt.

## Handling
Filmen viser automobiler, der kører på landevej forbi sneklædte marker. Overhalinger og kortegekørsel.